# Scoparia ochrophara
Scoparia ochrophara là một loài bướm đêm trong họ Crambidae.